# 5. september
5. september je 248. dan leta (249. v prestopnih letih) v gregorijanskem koledarju. Ostaja še 117 dni.

## Dogodki
- 394 – začetek bitke pri Mrzli reki med cesarjem Teodizijem I. in Evgenijem
- 1557 – sklenjen Pozvolski sporazum
- 1600 – ustanovljena Vzhodnoindijska družba
- 1666 – po treh dneh konec velikega požara v Londonu, uničenih 10.000 zgradb
- 1844 – ustanovljeno Historično društvo za Kranjsko
- 1869 – v Ljubljani ustanovljena Kranjska industrijska družba
- 1905 – konec japonsko-ruske vojne
- 1914 – začetek prve bitke na Marni
- 1942 – Novorosijsk kapitulira
- 1943 – osvobojeno Koncentracijsko taborišče Kampor na Rabu
- 1944:
  - Nizozemska, Belgija in Luksemburg podpišejo sporazum Beneluks
  - ZSSR napove vojno Bolgariji
- 1972 – palestinski teroristi napadejo izraelske športnike na olimpijskih igrah v Münchnu
- 1973 – v Alžiru se prične 4. konferenca neuvrščenih
- 1977 – izstreljen Voyager 1
- 2013 – v Sloveniji se začne evropsko prvenstvo v košarki 2013

## Rojstva
- 1187 – Ludvik VIII., francoski kralj († 1226)
- 1201 – Alicija Bretonska, vojvodinja Bretanije(† 1221)
- 1319 – Peter IV., aragonski kralj († 1387)
- 1532 – Giacomo Zabarella, italijanski filozof, logik († 1589)
- 1568 – Tommaso Campanella, italijanski teolog, filozof, pesnik († 1639)
- 1638 – Ludvik XIV., francoski kralj († 1715)
- 1735 – Johann Christian Bach, nemški skladatelj († 1782)
- 1750 – Robert Fergusson, škotski pesnik († 1774)
- 1786 – Sergej Semjonovič Uvarov, ruski grof, državnik († 1855)
- 1791 – Giacomo Meyerbeer, judovsko-nemški skladatelj († 1864)
- 1834 – Vendel Ratkovič, slovenski pisatelj, duhovnik in kanonik na Ogrskem († 1907)
- 1847 – Jesse Woodson James, ameriški izobčenec († 1882)
- 1888 – Sarvepalli Radhakrishnan, indijski filozof in državnik († 1975)
- 1892 – Therkel Mathiassen, danski arheolog, etnograf († 1967)
- 1896 – Ivo Lah, slovenski matematik († 1976)
- 1897 – Arthur Charles Nielsen, ameriški poslovnež († 1980)
- 1902 – Darryl Francis Zanuck, ameriški filmski režiser († 1979)
- 1912 – John Milton Cage, ameriški skladatelj († 1992)
- 1920 – Emilijan Cevc, slovenski umetnostni zgodovinar († 2006)
- 1929 – Andrijan Grigorjevič Nikolajev, ruski kozmonavt čuvaškega rodu († 2004)
- 1936 – Vinko Tušek, slovenski slikar († 2011)
- 1940 – Raquel Welch, ameriška filmska igralka († 2023)
- 1945 – Eva Bergman, švedska režiserka
- 1946 – Freddie Mercury, britanski glasbenik in pevec († 1991)
- 1988 – Matija Krečič, slovenski violinist in skladatelj

## Smrti
- 590 – Autari, kralj Langobardov (* okrog 540)
- 1201 – Konstanca Bretonska, vojvodinja (* 1161)
- 1235 – Henrik I., vojvoda Brabanta in Spodnje Lotaringije (* 1165)
- 1569 – Pieter Bruegel, nizozemski slikar (* ok.1528)
- 1803 – Pierre Choderlos de Laclos, francoski general, pisatelj (* 1741)
- 1857 – Auguste Comte, francoski filozof in sociolog (* 1798)
- 1877 – Nori konj, indijanski poglavar (* ok.1840)
- 1902 – Rudolf Ludwig Karl Virchow, nemški patolog, politik (* 1821)
- 1906 – Ludwig Edward Boltzmann, avstrijski fizik, filozof (* 1844)
- 1943 – Aleš Hrdlička, češko-ameriški antropolog (* 1869)
- 1982 – sir Douglas Bader, britanski vojaški pilot, letalski as, častnik (* 1910)
- 1997:
  - blažena Mati Terezija, albansko-indijska redovnica, nobelovka 1979 (* 1910)
  - Georg Solti, britanski pianist, dirigent madžarskega rodu (* 1912)
- 2001 – Vladimir Žerjavić, hrvaški ekonomist, diplomat (* 1912)
- 2003:
  - sir Ian Hunter, škotski glasbeni menedžer (* 1919)
  - James Rachels, ameriški filozof (* 1941)